# Tayabamba
Tayabamba est une localité péruvienne, capitale de la Province de Pataz et du district de Tayabamba, dans le département de La Libertad.
Elle se trouve à environ 340 kilomètres au sud-est de la ville de Trujillo.

## Activités économiques
Sa population se consacre en grande partie à l'agriculture, puisqu'elle est placée dans une zone de vallées andines, est parcourue par le fleuve Marañón, en étant aussi l'élevage une autre activité moindre.
L'activité minière est très répandue dans la zone de Tayabamba.

## Personnalité liée à Tayabamba
- Carlos Olascuaga